# Comunicação por conteúdo
Comunicação por Conteúdo (ComCon) é uma disciplina do marketing que se baseia em transformar a comunicação de uma marca em atração. O termo foi cunhado pela agência brasileira Selulloid AG Comunicação por Conteúdo e equivale ao termo inglês branded content.
Quando se transforma a comunicação de uma marca em atração, você a retira do intervalo para ser a atração principal. É possível fazer com que a mensagem de uma marca em atração ao torná-la útil, relevante e/ou divertida para o público.

## Formas
Formas de Comunicação por Conteúdo incluem:
- Branded entertainment
- Custom publishing (ou comunicação customizada)
- Advergames (ou advergaming)
- Eventos de experiência de marca

## Exemplos
- O filme "O Náufrago"
- A série de filmes BMW Films
- O programa GAS SOUND - primeiro Reality Show sobre Bandas criado para Guaraná Antárctica
- O programa InterNET-se - primeiro Reality Show sobre internet no Brasil criado para NET
- A animação City Hunters
- A Revista Oi[2]
- A Revista Giro & Aventura[3]
- A série JogaTV, da Nike